# Wahlkreis Wil
Wahlkreis Wil är en av de åtta valkretsarna i kantonen Sankt Gallen i Schweiz. Valkretsarna i Sankt Gallen har ingen administrativ funktion, men används för statistiska ändamål. De kan jämföras med distrikten i andra schweiziska kantoner.

## Indelning
Valkretsen består av tio kommuner:
- Degersheim
- Flawil
- Jonschwil
- Niederbüren
- Niederhelfenschwil
- Oberbüren
- Oberuzwil
- Uzwil
- Wil
- Zuzwil

Samtliga kommuner i valkretsen är tyskspråkiga.